# Бретниг-Хаусвальде
Бретниг-Хаусвальде (нем. Bretnig-Hauswalde) — бывшая коммуна в неецкой федеральной земле Саксония. С 1 января 2017 года входит в состав города Гросрёрсдорф, с которым она уже сотрудничала в рамках административного управления Гросрёрсдорф.
Подчиняется административному округу Дрезден и входит в состав района Баутцен. На конец 2017 года население Бретниг-Хаусвальде составляло 2933 человек. Занимает площадь 14,40 км². Официальный код  был  14 2 92 050.
Коммуна подразделялась на 2 сельских округа.